# Aminagar Sarai
Aminagar Sarai is een nagar panchayat (plaats) in het district Bagpat van de Indiase staat Uttar Pradesh.

## Demografie
Volgens de Indiase volkstelling van 2001 wonen er 10.114 mensen in Aminagar Sarai, waarvan 52% mannelijk en 48% vrouwelijk is. De plaats heeft een alfabetiseringsgraad van 59%.